# طلب بيان أسعار
طلب تقديم بيان الأسعار هو مستند تُقدّمهُ مؤسسة إلى مُورّدٍ محتمل واحدٍ أو أكثر، ليحصلوا منهم على عروض أسعار لمنتج أو خدمة، عادةً يُرادُ بطلب عروض الأسعار أن تُقدّمَ قائمةُ أسعارٍ مفصّلةٍ لشيء مُعرَّف جيداً وقابل للقياس كالمُعدّات، ويحتوي طلب بيان الأسعار على تقرير فني متعلق بالآليات، وتقرير مالي متعلق بأسعارها. هذا ولطلب الأسعار نوعٌ آخر يُسمّى طلب تقديم عرض(RFP) يُستعملُ عُرْفاً إذا كانت حاجات المؤسسة أشدّ تعقيدًا.